# جیمز هاپوود جینز
جیمز هاپوود جینز (انگلیسی: James Hopwood Jeans؛ زاده ۱۱ سپتامبر ۱۸۷۷، لندن – درگذشته ۱۶ سپتامبر ۱۹۴۶) یک اخترشناس، ریاضی‌دان، و فیزیک‌دان اهل انگلستان بود. تحصیلاتش را در دانشگاه کمبریج تمام کرد. مدتی استاد دانشگاه در کمبریج بود و سپس مشغول به تدریس در دانشگاه پرینستون آمریکا گردید. وی به مدت ده سال (۱۹۱۹–۱۹۲۹) منشی مجمع علمی سلطنتی انگلستان بود. در سال ۱۹۲۸ لقب sir گرفت و در سال ۱۹۳۹ به وی نشان OM (نظام لیاقت) داده شد. ریاضیدان بود و سپس از قدرت خود در ریاضیات برای حل مسائل فیزیک و کیهان‌شناسی استفاده کرد و توفیق کامل یافت. او از زمره پیشقدمان تبیین و توضیح تئوریهای جدید از جمله تئوری نسبیت و تئوری کوانتا به زبان ساده بود و پس از اینکه در علوم فیزیک و کیهان‌شناسی شهرت یافت در اواخر عمر خود حاصل تفکرات فلسفی خویش را به قلم بسیار روان در کتب متعدد از جمله کتاب فیزیک و فلسفه به یادگار گذاشت.
جینز، همراه با آرتور ادینگتون، بنیان‌گذار کیهان‌شناسی جدید در انگلیس به شمار می‌رود. او در سال ۱۹۲۸، با فرض خلق مداوم ماده در جهان مدل حالت پایدار را برای کیهان‌شناسی ارایه کرد. در مدل حالت پایدار چگالی ماده در جهان در حال انبساط تغییر نمی‌کند. در حال حاضر مدل بیگ بنگ مورد پذیرش است.